# خضير ميري
خضير ميري (1964 - 12 ديسمبر 2015) قاص وروائي وشاعر عراقي، اسمه الكامل خضير عباس ميرى ولد في مدينة العمارة 1962، عرف ميري باهتمامه بالفلسفة والدراسات الفكرية، صدر له العديد من المؤلفات في هذا المجال، كما كتب الرواية والمسرحية. كانت حياته وآراءه مثار جدل، كان مولعا بالقراءة شغوفا بها، تميز بأنه اتخذ من الجنون منطلقا للهروب من الواقع فكانت نتاجاته الأدبية محط إعجاب الكثيرين. أصدر خضير ميرى ونشر العديد من الكتب منها: (الاشكالوية والمعنى في السؤال الفلسفي) عن دار الأمد عام 1993، في عمان. و (الفكر المشتت، تعقيب على فوكو) عن دار الصخرة في عمان أيضا، و (الجنون في نيتشه) عن دار الغد الأردنية، و (أيام الجنون والعسل) عام 2000، و (صحراء بوذا) وحكايات من الشماعية عام 2003 و (سيرة ذاتية لجمجمة) عام 2003 و (جن وجنون وجريمة) و (سارق الحدائق) و (الذبابة على الوردة) التي كتبها في مصر، قبل سنة من عودته إلى بغداد. بعد خمس سنوات من الإقامة بمصر بسبب تعرضه لحادث هناك، كما له كتاب (تعديل ذيل الكلب)، و (كتاب الجيب للمحكومين بالإعدام)، و (مباهج حياة موتاى)، وكتاب (دفاتر المصحة) وكتيب صغير عنوانه (دفاعاً عن الجنون). وكتاب (أحلام عازف الخشب) عن الموسيقار نصير شمة.

## حياته
كان الكاتب خضير يعاني منذ طفولته حيث كان يشكو الأرق ولم يتجاوز بعد الرابعة عشر من عمره، فأُدخل في مصحة نفسية حكومية (مستشفى ابن رشد) لكن الموقف الذي أربك حياته حينما تعرض للاعتقال عام 1985، ومثل دور المجنون لفترة استمرت ثلاث سنوات في مديرية الأمن العامة قبل أن ينقل إلى مستشفى المجانين في (الشماعية)، والذي هرب منهُ في الانتفاضة الشعبانية عام 1991، تلك  التي أعقبت حرب الكويت، فاختبأ لمدة سنتين قبل أن يعود إلى الوسط الثقافي عام 1993، فكانت عودته مليئة بالتخوف والحذر وقد كان الكثير ينظر إليه على أنه (مجنون)، لكنه كان يؤكد حضوره الفلسفي ويطرح أفكاره التي تدهش الآخرين، لكن وبسبب الأحداث العراقية المضطربة بعد الغزو الأمريكي غادر ميري العراق متجها إلى القاهرة، ليعيش هناك واقام علاقاته مع الأدباء المصريين وكتب في الصحافة المصرية واقام احتفالات للعراقيين المبدعين هناك وذاع صيته في مصر، ثم تعرض في مدينة القاهرة لحادث دهس مع زوجته وابنه وكانت الضربة الأقسى عليه، عندما أصاب الحادث الحبل الشوكي مما عطل قدميه عن السير ثم أجريت لهُ عملية جراحية وزُرع (البلاتين) في ساقيه، وأصبح مقعدا لا يستطيع أن يمشي وعانى آلاما مبرحة، حتى أصبح قليل الكلام ولا يردد إلا كلمات البحث عن السكينة وزوال الألم الذي لا ينقطع. عاد إلى بغداد عام 2013، تاركا زوجته وأولاده الاثنين هناك على أمل العودة للقاهرة مرة أخرى. وصفه الكاتب عبد الرحمن الشويلي: «خيط من عظام رخوة ونظارات طبية سميكة وشعر طويل منسدل على الأكتاف ووجه حزين مستطيل الشكل وسيكارة مشتعلة يحتضنها اصبعين ناعمين مصنوعين من عاج عظمي، هذه هي خريطة الأبعاد الفيزيائية لهذا المخلوق الذي تعرض للانقراض لندرته!».

## آراءه
- حول مغادرته لوطنه قال: «شعوري لعدم جدوى وجودي في العراق الا ان اكون رقما جديدا في قائمة الضحايا هو الذي دفعني إلى الهجرة من العراق».
- أما عن الوصولية والانتهازية فقال: «انا ضد من يعيشون على المكاسب ويخافون من التضحيات».
- رأيه بالموروث الثقافي للمجتمع العربي: «يجب ان نتخلص من ثقافة الموتى والتحنيط في التاريخ وان نكتب ما نعيشه وان نتخلص من الاستعراض الثقافي  ومن التراكم المعلوماتي الذي يورث الغباء».
- حول الصدق والشفافية: «انا راض عن نفسي بقدر ما انني افكر جيدا واقرأ جيدا وامارس حياتي بلا قيم زائفة وكلما استيقظت صباحا وأرى أنه لم ينطوي علي شيء فأقول هذا حسن».

- آراءه السياسية تتلخص في هذ التصريح: "في عام 2001 في عمان هاجمت المعارضة لأنني على دراية بانهم لا يمثلون مواقف سياسية حقيقية وعندما عادوا بعد السقوط عادوا ليجلسوا على كراسي الآخرين ولعدم وجود الأمان عادوا من حيث أتوا.." انهم يعيشون على المكاسب ويخافون من التضحيات".[8]
- أما عن تجربته في مستشفى الأمراض العقلية فقال:
- "تجربتي الخاصة التي ادعيتها في زمن النظام السابق دفاعا عن حياتي، وجدتها بعد ذلك تجربة مثيرة، كتبت عنها وساعدتني على الانتشار والترويج (وما زلت اعتاش عليها) فأنا أعمل على إصدار المجلد الأول (تاريخ الجنون في العقل العربي) الذي اثبت من خلالهِ أن العقل العربي كان أقرب إلى الجنون بدءا من جنون الاشياء وانتهاء بالحكام العرب الذين كانوا يملكون خمسة آلاف جارية ويسفكون الدماء في الليل مع شرب النبيذ". ويقول خضير عن مشاعر المجنون في تلك اللحظات “إنه لا يعرف للموت معنى، إلا أن هذا لا يعني بأن المجنون لا يستشعر الخطر أو لا يؤدي رد فعل إزاءه، وهكذا يأتي الموت معبأً في صاروخ، موت لا مزحة فيه، موت لا معقول، إذ ماذا بإمكان مجنون ذهب عقله أن يفعل إزاء عقل طيار أميركي يعرف ماذا يفعل؟".[9]

## وفاته
توفي خضير ميري في ديسمبر 2015، في مستشفى مدينة الطب في بغداد، بعد معاناة مع المرض استمرت طويلا.

## مؤلفاته
| العنوان                                            | اللغة   | الناشر                      | السنة | عدد الصفحات | الرقم الدولي           | المصدر               |
| -------------------------------------------------- | ------- | --------------------------- | ----- | ----------- | ---------------------- | -------------------- |
| صحراء بوذا                                         | العربية | الحضارة للنشر               | 2010  | 136         | (ردمك 9789774760334)   | [ 11 ] [ 12 ]        |
| الذبابة على الوردة                                 | العربية | الحضارة للنشر               | 2010  | 190         | (ردمك 9789774760228)   | [ 13 ]               |
| سارق الحدائق - ونصوص أخرى                          | العربية | الهيئة العامة لقصور الثقافة | 2011  | 312         | (ردمك 139789777048514) | [ 14 ] [ 15 ]        |
| جن وجنون وجريمة                                    | العربية | الدار للنشر والتوزيع        | 2016  |             | (ردمك 9776196233)      | [ 16 ] [ 17 ] [ 18 ] |
| ماداََ يدي إلى جهات العالم                           | العربية | دار أدب فن للنشر            | 2017  | 114         | لا يوجد                | [ 19 ]               |
| تحطيم المرايا في الماركسية والاختلاف               | العربية | الدار العربية للعلوم        | 2009  | 246         | لا يوجد                | [ 20 ] [ 21 ] [ 22 ] |
| آتيه.. أوراق منزوعة من كتابة الجنون "كتابات عربية" | العربية | دار أكتب للنشر              | 2000  | 68          | لا يوجد                | [ 23 ] [ 24 ]        |
| كيس أسود مخصص للأزبال                              | العربية | الحضارة للنشر               | 2009  | لا يوجد     | لا يوجد                | [ 25 ] [ 26 ] [ 27 ] |